# Chika Umino
Chika Umino (jap. 羽海野 チカ Umino Chika) – japońska mangaka, projektantka i ilustratorka, znana przede wszystkim z serii Hachimitsu to Clover i Marcowy lew.

## Życiorys
Chika Umino aspirowała do bycia projektantką postaci i mangaką od czasów szkoły podstawowej. Gdy uczęszczała do liceum jedna z jej prac została opublikowana w magazynie „Bouquet”. Pseudonim Chika Umino pochodzi od jej ulubionego miejsca, Umi no chikaku no yūenchi (jap. 海の近くの遊園地, dosł. park rozrywki nad morzem), które jest również tytułem jej dōjinshi wydanego przed debiutem. Lubi Harry’ego Pottera i anime wyreżyserowane przez Hayao Miyazakiego. Znaczący wpływ na jej twórczość, zwłaszcza sposób, w jaki wybiera przedstawienie niezwykłych konstelacji rodzinnych, miały zachodnie książki dla dzieci, takie jak Ania z Zielonego Wzgórza (do której narysowała okładkę w wydaniu z 2011 roku), które czytała w dzieciństwie. Niektóre z inspiracji artystycznych Umino pochodzą od artystek Fusako Kuramochi i Moto Hagio.
W latach 2000–2006 ukazywała się jej najpopularniejsza seria, Hachimitsu to Clover, za którą w 2003 roku otrzymała 27. nagrodę Kōdansha Manga w kategorii shōjo.
Najnowszą mangą Umino jest Marcowy lew (jap. 3月のライオン Sangatsu no raion), który ukazuje się w magazynie „Young Animal” wydawnictwa Hakusensha od 13 lipca 2007. Autorem pomysłu na serię jest redaktor Umino, który zasugerował, aby jej następna praca była o shōgi lub boksie. Ponieważ sama Umino nie miała wcześniej doświadczenia z shōgi, rozgrywki przedstawione w mandze zostały narysowane przy współpracy z konsultantem. W 2011 roku seria zdobyła nagrody Kōdansha Manga oraz Manga Taishō, a w 2018 otrzymała Nagrodę Kulturalną im. Osamu Tezuki.
W 2013 roku Umino była hospitalizowana z powodu konieczności przeprowadzenia operacji i leczenia, dlatego też musiała tymczasowo zawiesić swoją działalność.

## Twórczość

### One-shoty
- Sora no Kotori
- Hoshi no Opera

### Mangi
- Hachimitsu to Clover[12]
- Marcowy lew[13]